# Cerophysa doisuthepica
Cerophysa doisuthepica là một loài bọ cánh cứng trong họ Chrysomelidae. Loài này được Kimoto miêu tả khoa học năm 1989.